# La Haine
La Haine (in het Nederlands ook uitgebracht als: 'De Haat') is een Franse film uit 1995 onder regie van Mathieu Kassovitz. De film is gedraaid in zwart-wit en is geïnspireerd door de affaire Makomé M'Bowolé uit 1993. De opnamen vonden plaats in Chanteloup-les-Vignes.

## Verhaal
Een Noord-Afrikaanse jongen uit de banlieue van Parijs wordt tijdens een verhoor zo hard aangepakt dat hij levensgevaarlijk gewond in het ziekenhuis belandt. Het gevolg is het uitbreken van rellen waarbij de politie slaags raakt met groepen jongeren. In het gewoel raakt een politieagent zijn pistool kwijt dat in handen van Vinz komt. Hij en zijn twee vrienden willen de gewonde jongen bezoeken maar de politie stuurt ze weg. Vinz zweert dat hij een politieagent zal vermoorden als de jongen sterft.

## Rolverdeling
| Acteur            | Personage           | Opmerkingen |
| ----------------- | ------------------- | ----------- |
| Vincent Cassel    | Vinz                | Hoofdrol    |
| Hubert Koundé     | Hubert              | Hoofdrol    |
| Saïd Taghmaoui    | Saïd                | Hoofdrol    |
| Philippe Nahon    | Hoofd politiebureau |             |
| François Levantal | Asterix             |             |
| Karim Belkhadra   | Samir               |             |

## Prijzen

### Gewonnen
- Festival van Cannes 1996: Prijs voor beste regie - Mathieu Kassovitz
- Césars:
  - Beste montage - Mathieu Kassovitz, Scott Stevenson
  - Beste film
  - Beste producent - Christophe Rossignon

### Genomineerd
- Genomineerd op het Festival van Cannes 1995
- Césars:
  - Beste acteur - Vincent Cassel
  - Beste fotografie - Pierre Aïm
  - Beste regisseur - Mathieu Kassovitz
  - Beste geluid - Dominique Dalmasso, Vincent Tulli
  - Beste mannelijke belofte - Mathieu Kassovitz
  - Beste mannelijke belofte - Vincent Cassel
  - Beste mannelijke belofte - Hubert Koundé
  - Beste mannelijke belofte - Saïd Taghmaoui